# Protégez-Vous
Protégez-Vous est un média québécois consacré à la défense des consommateurs.

## Historique
En 1973, Niquette Delage, alors directrice de l'Office de la protection du consommateur (OPC), crée le magazine Protégez-Vous. À ses débuts, il s’agit d’un feuillet dactylographié de 4 pages, sans photos, distribué gratuitement à 1 000 exemplaires. L’Office de la protection du consommateur lance aussi Protect Yourself, la version anglophone de Protégez-Vous. Protect Yourself n’a jamais pu faire ses frais et cesse d'être publié en 1991.
En 1980, le tirage de Protégez-Vous atteint 300 000 exemplaires par mois[réf. nécessaire].
En 2001, Protégez-Vous devient totalement indépendant, et n'est plus rattaché à l'Office de la protection du consommateur. Il devient un organisme sans but lucratif (OSBL) dont la mission est d’aider les citoyens à se faire une opinion éclairée sur les biens, les services et les enjeux liés à la consommation. Le nouvel OSBL est chapeauté par un conseil d’administration.

## Présentation
Protégez-Vous est un organisme sans but lucratif qui, au moyen d’un site web, d’applications, de guides pratiques, d’un magazine et d’initiatives tels les sceaux «Protégez-Vous recommande», offre des conseils avisés aux consommateurs québécois. Les experts du journal effectuent des tests sur des milliers de produits, dans des laboratoires spécialisés. Ils réalisent mènent des enquêtes permettant de faire ressortir les meilleurs choix en matière de consommation.
Le média est membre de l’International Consumer Research and Testing, qui regroupe plus de 35 organismes répartis sur tous les continents et dont l’activité principale est de réaliser des tests sur des produits de consommation.
Le magazine et le site web publient des articles, des guides d'achat, des tests et des évaluations sur des sujets comme la santé, l'alimentation, les finances personnelles, etc..
Une fois par année, Protégez-Vous publie le guide annuel Autos en collaboration avec l'Association pour la protection des automobilistes. Le média publie également des guides hors-série.